# Eccymatoge minor
Eccymatoge minor är en fjärilsart som beskrevs av Holloway 1977. Eccymatoge minor ingår i släktet Eccymatoge och familjen mätare. Inga underarter finns listade i Catalogue of Life.